# コペンハーゲン条約 (1670年)
コペンハーゲン条約（コペンハーゲンじょうやく、英語: Treaty of Copenhagen）、または1670年条約（1670ねんじょうやく、英語: Treaty of 1670）は、1670年7月11日、デンマーク＝ノルウェー王クリスチャン5世とイングランドおよびスコットランド王チャールズ2世の間で締結された条約。条約はラテン語で書かれた。

## その後
条約は翌日（1670年7月12日）に改訂され、第3条の禁制品に関する条項が変更された。
1780年7月4日にはコペンハーゲンで（フランス語で書かれた）声明が署名され、条約の内容を明確化した。ナポレオン戦争で敗北したデンマーク＝ノルウェーは1814年にキール条約を締結したが、そのときでもコペンハーゲン条約が再確認された。

## 影響
条約の主な影響はヴァージン諸島のセント・トーマス島におけるデンマーク植民地の再開である。この植民地はコペンハーゲン条約の締結以前、イングランドの私掠船に度々攻撃されていた。